# Platypalpus annulatus
Platypalpus annulatus är en tvåvingeart som först beskrevs av Fallen 1815.  Platypalpus annulatus ingår i släktet Platypalpus och familjen puckeldansflugor. Arten är reproducerande i Sverige. Inga underarter finns listade i Catalogue of Life.